# 1056 هـ
1056 هـ هي سنة في التقويم الهجري امتدت مقابلةً في التقويم الميلادي بين سنتي 1646 و1647.

## وفيات
- قدسي المشهدي